# Kalb el louz

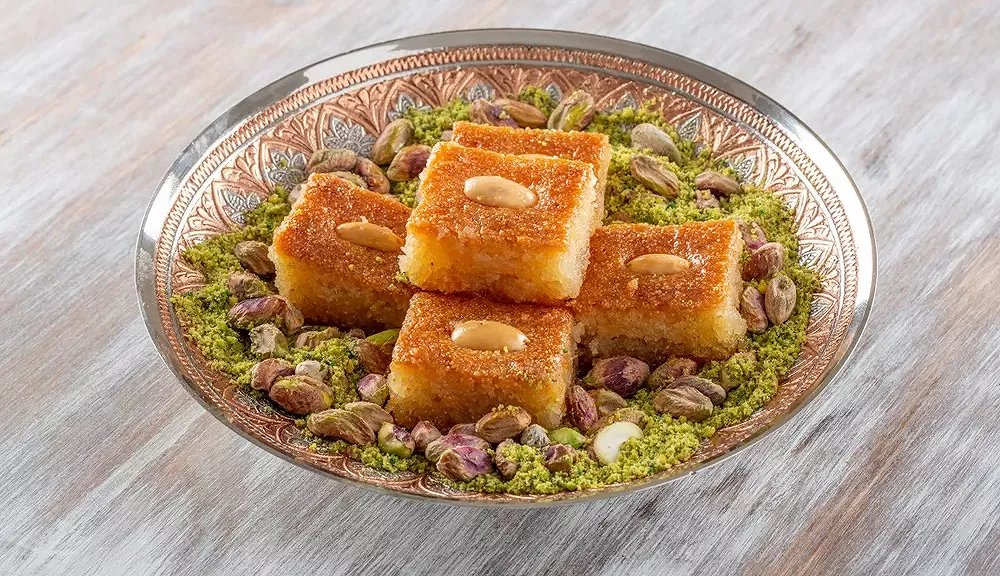
Kalb el louz

Kalb el louz of Kelb el louz (Arabisch: قلب اللوز; hart van amandelen) is een Algerijnse gebak op basis van griesmeel, amandelen, oranjebloesem en honingsiroop. Het staat ook bekend als Chamia in het westen van Algerije en als H'rissa in het oosten van Algerije. Dit gebak wordt veel gebruikt tijdens de avonden van de heilige maand Ramadan, samen met een koffie. Deze koffie kan ( hoeft niet ) koud geserveerd worden.